# 洗礼
洗礼（せんれい、希: βάπτισμα、「バプテスマ」とも）は、キリスト教の入信に際して行われるサクラメント（秘跡=カトリック、聖礼典=プロテスタント、機密＝正教会）の中心的な儀式で、水の中に沈めると言う意味。儀式は、浸水（浸礼、身体を水に浸す）または灌水（頭部に水を注ぐ）や滴礼（頭部に手で水滴をつける）によって行われる。

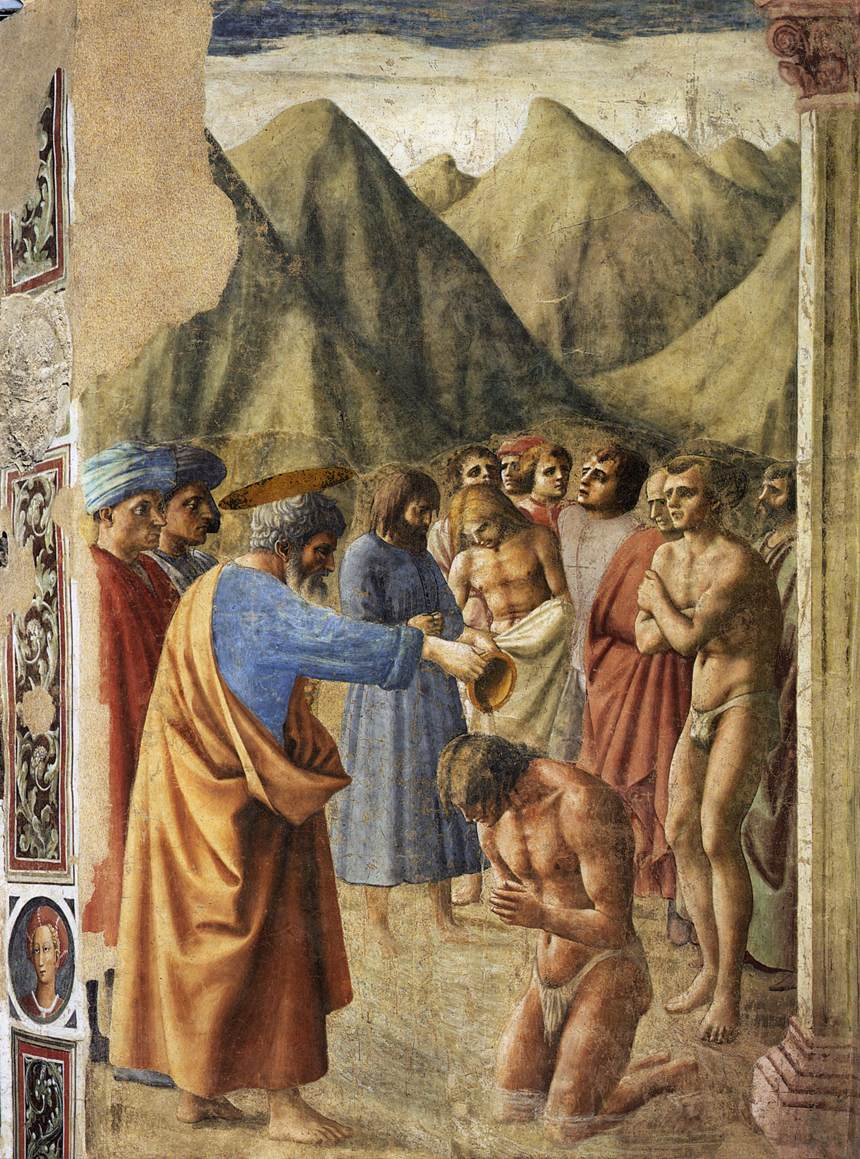
マサッチオ、Battesimo dei neofiti、1425 - 1426年（フィレンツェ、ブランカッチ礼拝堂）。この絵は、灌水による洗礼(Affusion)を描いています。芸術家は、聖ペテロによる洗礼のこの描写に古風な形式を選択した可能性があります。

カトリック教会、正教会、聖公会および大半のプロテスタントで「洗礼」と表記されるが、バプテスト教会では専ら「浸礼（しんれい）」または「バプテスマ」と表記される。洗礼を受けることを「受洗（じゅせん）」もしくは「受浸（じゅしん）」と言う。「領洗（りょうせん）」（正教会）とも。受洗者はキリストの死のうちに沈められ、キリストと共に「新しく創造された者」として復活するとされ、受洗者は「照らし（洗礼）」により「光の子」になる。
日本語では、転じて「初めての経験」・「仕打ちを受ける」・通過儀礼などを差す。

## 概要
洗礼は、18-19世紀の漢訳聖書で生まれた訳語であり、日本語訳聖書はそれを引き継いだ。1737年のJ.Basset訳の調和福音書でbaptismaを「洗」と訳している。動詞としての「洗礼を施す」は、ギリシア語で「バプティゾーβαπτίζω」と言い、「バプテスマ」という言葉は、ここから来ている。バプティゾーには本来「浸す」という意味がある。
洗礼者ヨハネ以外にも、西方ミトラ教やマンダ教、エルカサイ派などの「洗礼教団」が中東地域に存在し、洗礼の儀式を行っていた。

## キリスト教における洗礼

### 概説
キリスト教は、洗礼の根拠を新約聖書の福音書に求める。イエス・キリストがヨルダン川で洗礼者ヨハネから洗礼を受けた場面（イエスの洗礼）や、イエスが復活後に使徒たちに「あなたがたは行って、すべての民をわたしの弟子にしなさい。彼らに父と子と聖霊のみ名によって洗礼（バプテスマ）を授けなさい。」と使命をあたえたことなどである。ほとんどの教会で洗礼をサクラメント（ラテン語: Sacramentum、ギリシア語: μυστήριον「ミスティリオン」）と認める。執行者は一般に司祭・牧師などの聖職者・教役者である。
洗礼によって、原罪およびそれまでに犯したすべての自罪がゆるされるとされている。

### 洗礼執行の方式
執行形態は主に浸礼（全身を水に浸す）・灌水礼（頭部に水を注ぐ）・滴礼（手を濡らし、頭に押し付けて水に沈める所作を真似る）の3種類である。浸礼が原初の形態であり、灌水礼も滴礼もそれを模した簡略形態であることは、それらを執行している教会でも認識されている。
全ての方式を認める教会と、浸礼のみを認める教会がある。この相違は、主に新約聖書における洗礼の記事の解釈の相違および洗礼の象徴的意義の神学的解釈に基づく、と説明される。

### 幼児洗礼
教会または親の信仰に基づき、乳児や児童に授けられる洗礼を幼児洗礼または小児洗礼という。
プロテスタントの中には、幼児洗礼を認めていない教派もある。バプテスト派の全てと、福音派のうちホーリネス派などと、聖霊派のペンテコステ派などの一部は、聖書の中に幼児洗礼の記述がないこと、本人の信仰の確認ができないことなどで、これを認めていない。また、幼児洗礼自体は認めるが、自分の意志で行動できる年齢になった後に信仰告白（堅信式）を行わなければ聖餐を受けられないとする教派も存在する。なお、成人洗礼では灌水礼が一般的な正教会でも幼児洗礼は浸礼で行うことが多く、浸礼だから幼児洗礼が不可能と言うわけではない。
幼児洗礼の起源は、教派によりその主張に相違があり、はっきり断定できないが、おそらくキリスト教の初期にさかのぼると思われる。
マルティン・ルターは、幼児洗礼は「神の賜物」であって、完全に受動的に受ける聖霊の働きであると理解した。洗礼によって受ける聖霊の働き （神が幼子のうちに初めて下さる御霊の働き）によって、心からの真実な信仰の告白に導かれると理解した。
フルドリッヒ・ツヴィングリは、幼児洗礼は、神の民の肢として生まれた子供に対して、教会が責任を持つしるしであると理解した。
ジャン・カルヴァンも、キリスト者の幼子は、すでにキリストの教会の生きた肢であると考え、このキリスト者の幼子も、神の民の中に生まれたのであるから、洗礼を妨げてはならないと考える。
イギリスでは幼児洗礼の際に、幼児にスプーンで食事を与える習慣がある（お食い初めに似ている）。この際に使うスプーンは身分や貧富によって異なり、転じて良い家柄・裕福な家の生まれである事を「銀の匙を咥えて生まれる」と呼ぶ慣用句が生まれた。これは生まれたばかりである以上、貧富に関わりなく口にするものは母乳やミルクや粥など、離乳食に至るまでいつの時代であろうと何者であろうとほとんど変わりはしない平等なものであるが食器だけは差がついてしまうという意味合いであるとされる。現在でもヨーロッパ各地で幼児洗礼の際に銀のスプーンを贈る家庭がある。

### 洗礼の相互承認
一般に、キリスト教の各教会は、教派が異なる教会の洗礼も一定の条件で有効であると認める。しかし、教派間によっては、正統教義とされる三位一体の理解が共有できない教会間の移動、三位一体の名に基づかない洗礼（例:「父と子と聖霊の名において」対「イエスの名において」）、幼児洗礼や灌水礼・滴礼を認めない教派による拒絶などがあり、その場合は再度その教派の流儀に合った洗礼が行われる。
正教会では、至聖三者（三位一体）の名で受けていれば他教派での洗礼であっても基本的に有効であるとしつつも、帰正（他教派から正教に改宗すること）を経るまでは聖体機密をはじめとする機密に与る事は許されない。他方、洗礼が無効であると捉えられる場合には、正教会で洗礼が行われる（この場合はそもそも他教派での当該「洗礼」が無効であるとの考えから、「再」洗礼とは呼ばない）。
なお、他の教派での洗礼が有効と認められる場合でも、そのときに付けられた洗礼名は必ずしも改宗後も用いられるわけではない。教会によって対応は異なるものの、以前の洗礼名が改宗先の教会では聖人とみなされていない者から採られた場合に改名が必須となる場合があったり、プロテスタントではそもそも洗礼名を付けない教派も多い。

## 各教派の洗礼に関する見解

### 西方教会

#### カトリック教会
入信の為の第一の秘跡（サクラメント）が洗礼である。

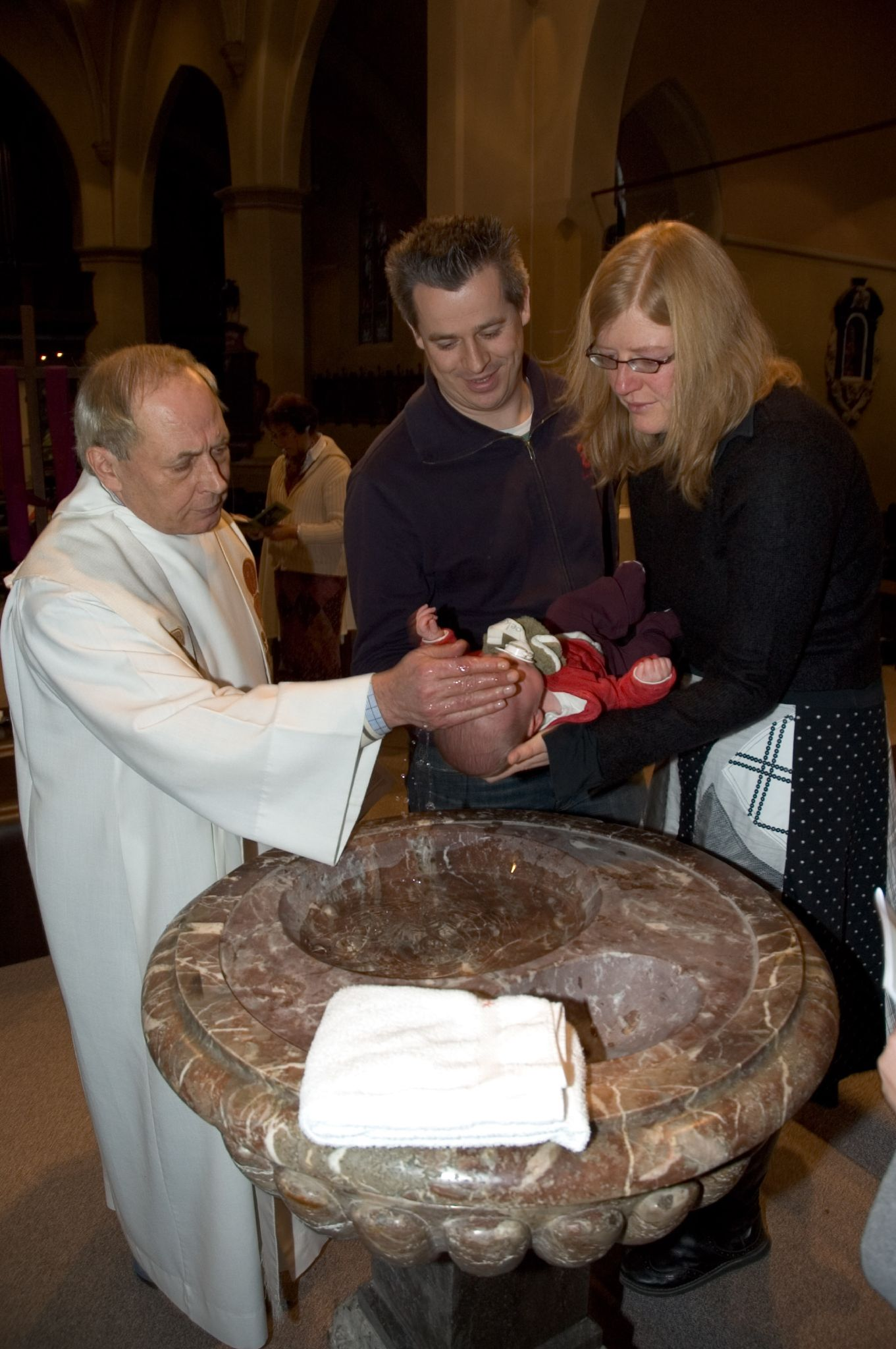
カトリックの幼児洗礼

カトリック教会では、「幼児は原罪によって神の恵みを失って生まれてくるため、洗礼によって新たに生まれる必要がある」としており、また幼児洗礼を「起源を特定できないほど古い教会の伝統」として、幼児に洗礼を授ける習慣は正しい信仰に基づくことを主張してきた。そのため、日本のカトリック教会でも幼児の洗礼について両親が十分な準備をするように勧めている。
また、成人洗礼の場合は、求道期と洗礼志願期をそれぞれ第一段階、第二段階として、要理教育と受洗の決意を表し、第三段階として復活徹夜祭（聖土曜日の晩）に「入信の秘跡」すなわち洗礼と堅信、聖体の秘跡を受けて信者となる。
ラテン教会（ローマ・カトリック教会）では、司教、司祭に加えて助祭も洗礼を授けることができるとされている。また、教会に拠れない緊急の場合においてのみ、だれでも、未受洗者であっても、必要な意向（教会が洗礼を授けるときに行おうとしていることを行いたいという意向）を持って「わたしは父と子と聖霊のみ名によって、あなたに洗礼を授けます」と聖三位の神を呼ぶ洗礼の定句を唱えることを条件に授けることができる。この場合、その後に司祭に報告するよう求められている。
なお、カトリック教会では、福音が伝えられてこの秘跡を願うことのできる人々の救いのためには、洗礼は必要であるとしているが、洗礼を受けていなくても、信仰のために死ぬ人々は「血の洗礼」といって救われることができると教えている。同様に、求道者や、キリストと教会を知らずに真剣に神を求めて神のみ心を果たそうとするすべての人々も、「望みの洗礼」といって救われることができると教えている。
カトリック教会では、洗礼のとき、教会で洗礼名として自分の名前を授かる。できれば、ある聖人の名前を付けることにより、その聖人（保護聖人）が受洗者に聖性の模範を示し、神に執り成しをしてくれるとされている。

#### 聖公会
聖公会では、「洗礼によって与えられている霊の恵みは幼子にも約束されている」として、司祭は信徒に幼児が生まれたときは聖堂に連れてきて洗礼を受けさせることを勧める。幼児の洗礼には、教父母三人を立て、幼児が、キリスト教の信仰と生活の中で成長していくように努める。
壮年が洗礼を受けるときは、教会問答を学ぶ。また、教父母を二人以上立てる。
洗礼のとき、教父母が教名を告げ、司式者はその教名を言って洗礼を授ける。
通常は司祭が洗礼を授けるが、司祭に支障があるときには、ほかの聖職またはだれでも緊急洗礼を行うことができる。

#### プロテスタント
執行の方式は教会による。ルーテル教会、改革派、聖公会など宗教改革期に成立し国教を経験した教派は、幼児洗礼も行う。日本基督教団においては幼児洗礼を執行する教会と、しない教会のいずれも存在する。

##### バプテスト教会

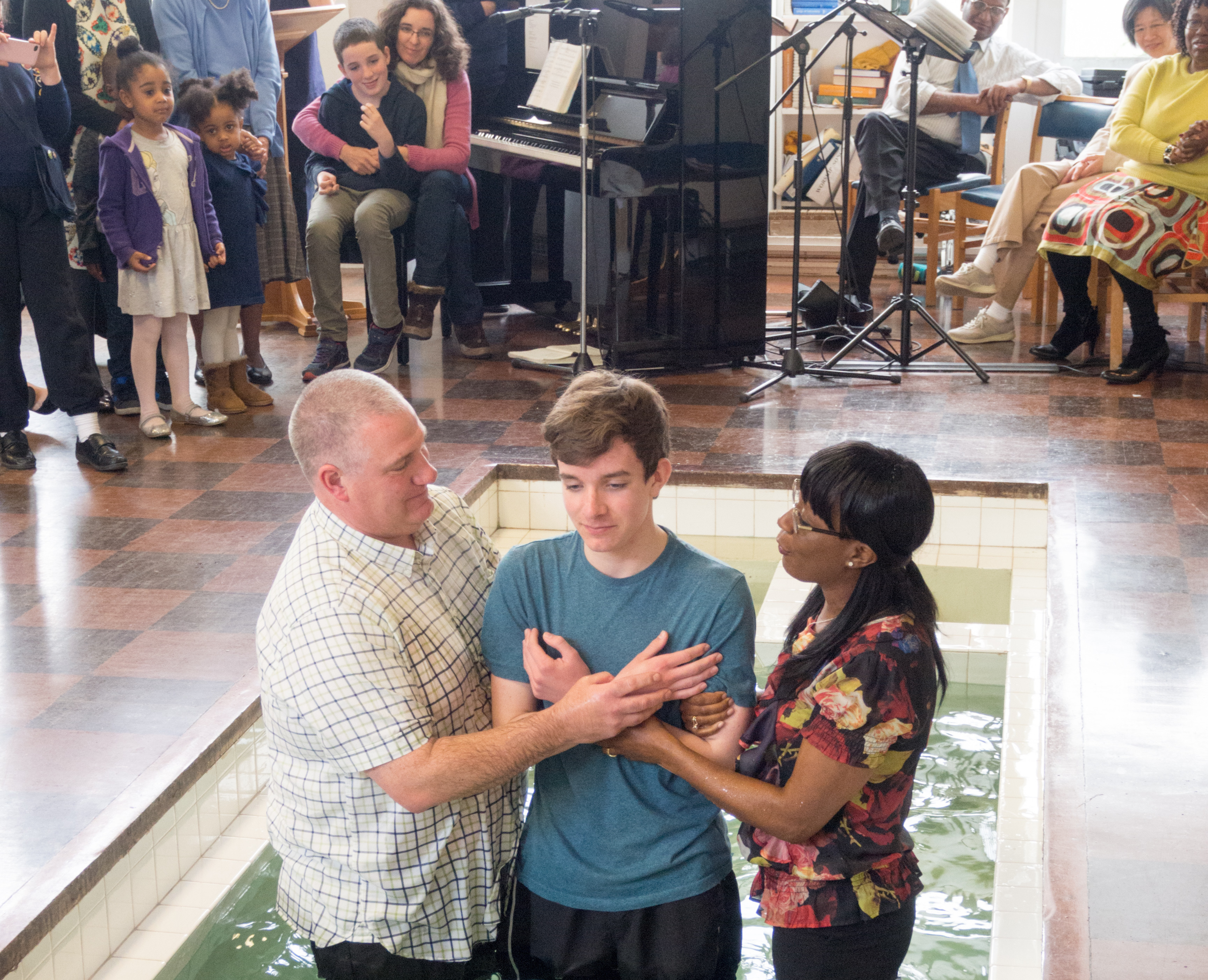
ノースルトパークバプテスト教会でのバプテスマ、イギリス

プロテスタントのうちバプテスト教会では、「イエス・キリストがバプテスマのヨハネに受けた方式であり、イエス・キリストの死と葬り、復活においてキリストと一つになることを象徴する一番ふさわしい形式」であるとする浸礼（全身をバプテストリー／洗礼水槽に沈める）で執り行う。原語の意味は「洗う」ではなく「浸（ひた）す」あるいは「沈める」であるため、「洗礼」と言わず「浸礼」、あるいはギリシア語の音訳である「バプテスマ」の語を用いる。バプテスマは本人の自覚に基づいたキリストへの帰依とされ、カトリックや正教会などのように、キリストより権能を授与された祭司を介した神の行為であるがゆえに無自覚な幼児に対するバプテスマも意義があるとは考えない。したがって幼児のバプテスマを認めず、本人の信仰に基づく成人のバプテスマのみを執行する。ただし、本人が信仰を自覚することができれば小学生の年齢でもバプテスマを施すことがある。他のキリスト教会からバプテスト教会に転入する際には、浸礼でないバプテスマを受けている場合、再度バプテスマを施すことがある。

##### 洗礼を行わない教派
クエーカーや救世軍、無教会など洗礼を行わない団体も存在する。クエーカーの入会式や救世軍の入隊式は洗礼に準ずるものとして扱われ、希望すれば他のプロテスタント教派の教会で聖餐式を受けられることが多いが、無教会集会のメンバーは受洗者とみなされず、聖餐式を受けられないことも多い。